# Isabel, hertuginde af Braganza
Dona Isabel, hertuginde af Braganza, kongelig prinsesse af Portugal (født 22. november 1966 i Lissabon), født som Isabel Inês Castro Curvelo de Herédia er gift med Duarte 3. Pio, hertug af Braganza (født 1945), der er portugisisk tronprætendent. I kraft af sit ægteskab er Isabel hertuginde af Braganza. Monarkisterne betragter hende som (titulær) dronning af Portugal. 

## Familie
Isabel Inês Castro Curvelo de Herédia er sønnedatter af idrætsmanden, vicegreve Sebastião Herédia (1903–1983), der deltog i Sommer-OL i 1928 og i 1932.
I 1995 blev Isabel gift med Duarte 3. Pio, hertug af Braganza (født 1945). Parret har to sønner og én datter.